# Горькие цветы (фильм)
Горькие цветы (фр. Bitter Flowers) — фильм-драма 2017 года, поставленный режиссером Оливье Мейсом. Мировая премьера ленты состоялась 16 октября 2017 года на 22-м Международном кинофестивале в Пусане. Позже она была показана на Международном кинофестивале в Чикаго и на Международном кинофестивале в Палм-Спрингс. В 2019 году фильм был выдвинут в 4-х категориях на соискание бельгийской национальной кинопремии «Магритт» за 2018 год и получила награду за лучший дебютный фильм.

## Сюжет
Молодая амбициозная китаянка Лина одалживает деньги, чтобы, оставив мужа и десятилетнего сына в провинции Донг-Бей, переехать во Францию, надеясь там заработать для получения лучшего места в обществе и чтобы обеспечить светлое будущее для своего сына. Приехав в Париж, она обнаруживает, что не может работать няней в состоятельной семье иммигрантов, и сразу понимает, что в реальности мечта получать зарплату в 2000 евро является иллюзией. Лина должна решить, заниматься ли ей проституцией, чтобы заработать деньги, которые в Китае ждут её кредиторы.